# 与儿街镇
与儿街镇，是中华人民共和国安徽省六安市霍山县下辖的一个乡镇级行政单位。

## 行政区划
与儿街镇下辖以下地区：
与儿街社区、四顾冲村、指封山村、百福庵村、石河村、山王河村、大沙埂村、双乐河村、鸟观嘴村、凡冲村和真龙地村。